# Отофуке

42°59′39″ пн. ш. 143°11′53″ сх. д. / 42.99417° пн. ш. 143.19806° сх. д.
Отофу́ке (яп. 音更町, おとふけちょう, МФА: [otoɸu̥ke t͡ɕoː]) — містечко в Японії, в повіті Като округу Токаті префектури Хоккайдо. Станом на 1 жовтня 2008 року площа містечка становила 466,09 км². Станом на 31 березня 2017 населення містечка становило 45 137 осіб.

## Галерея

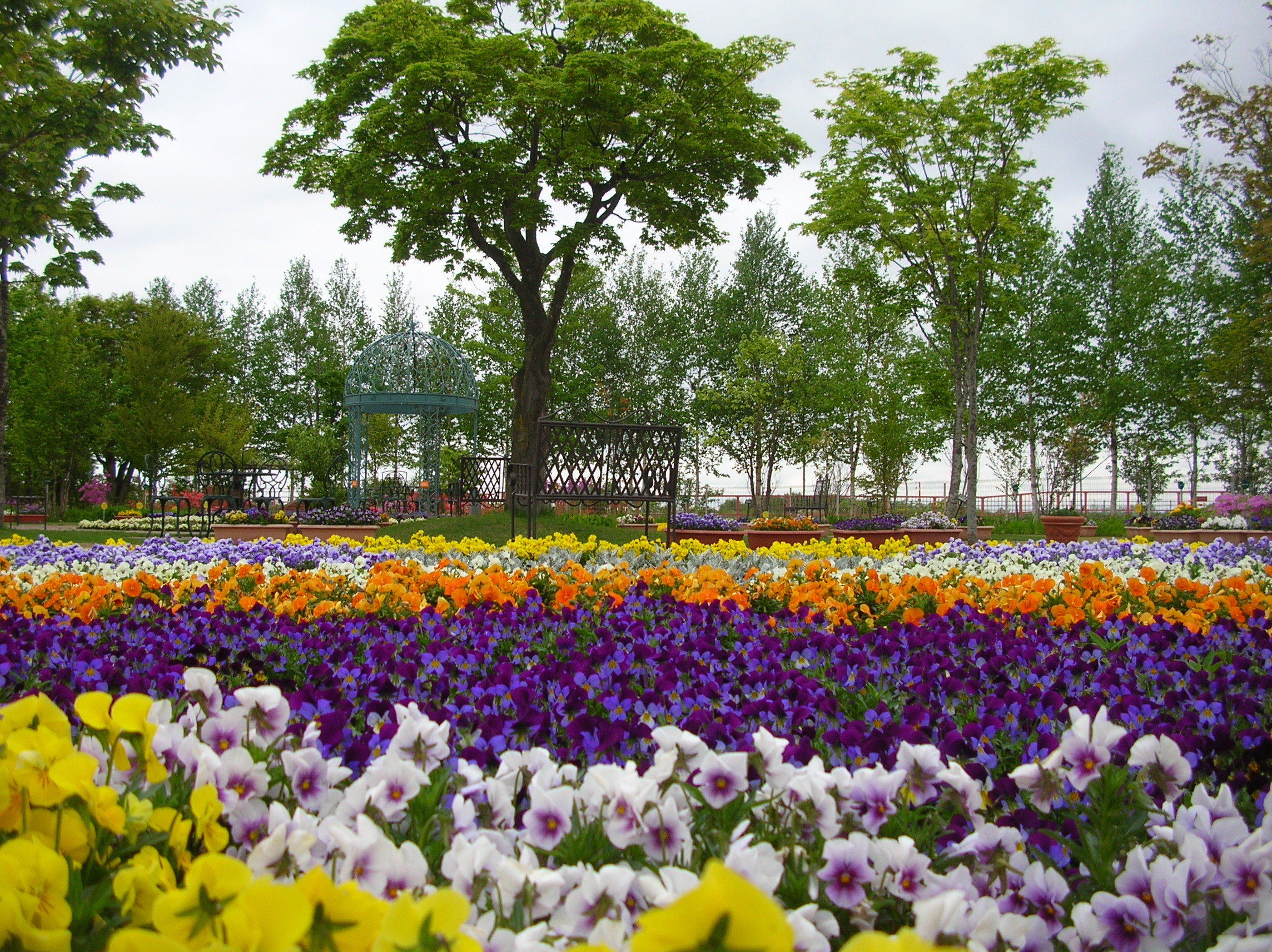
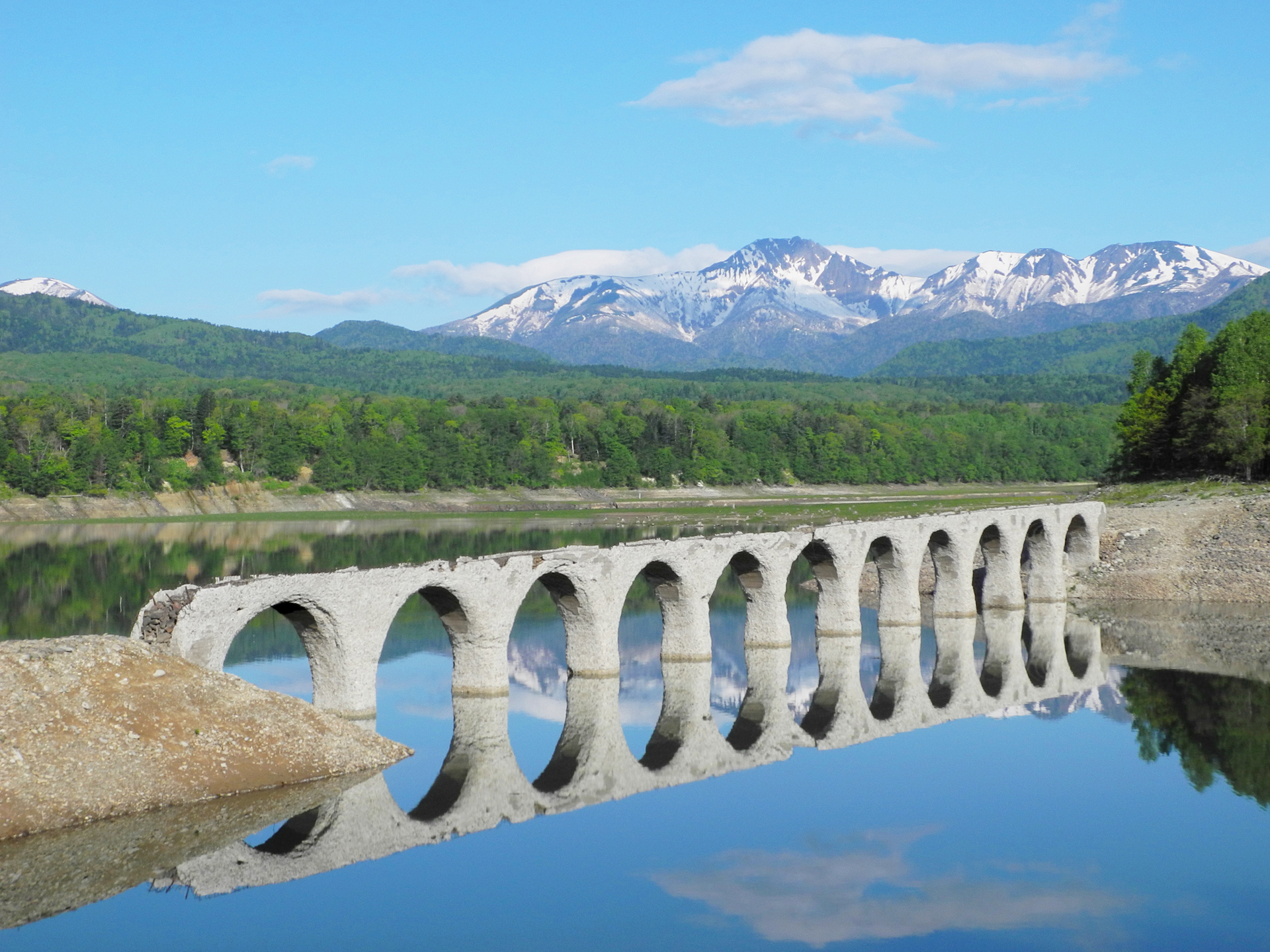
Міст
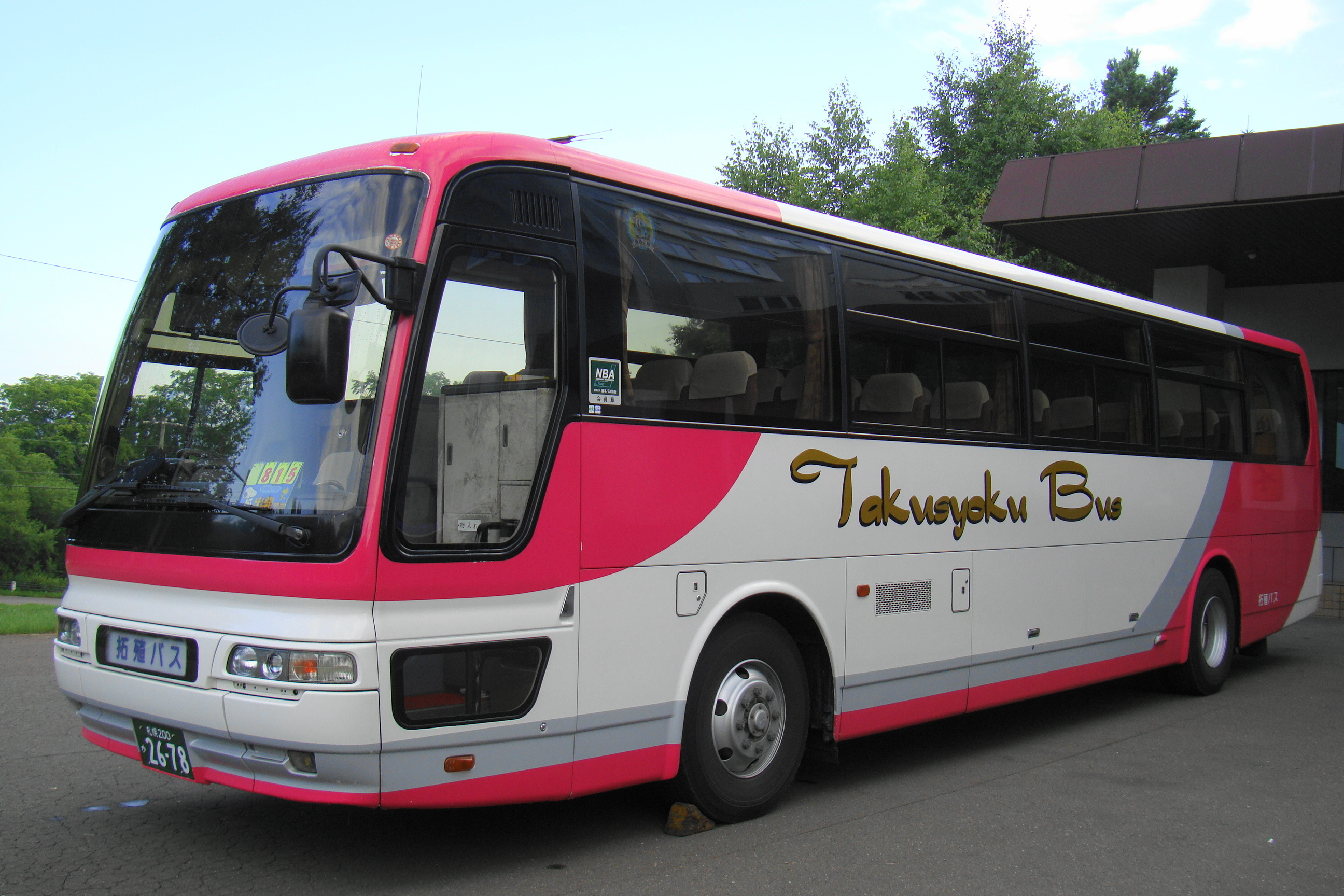
Автобус
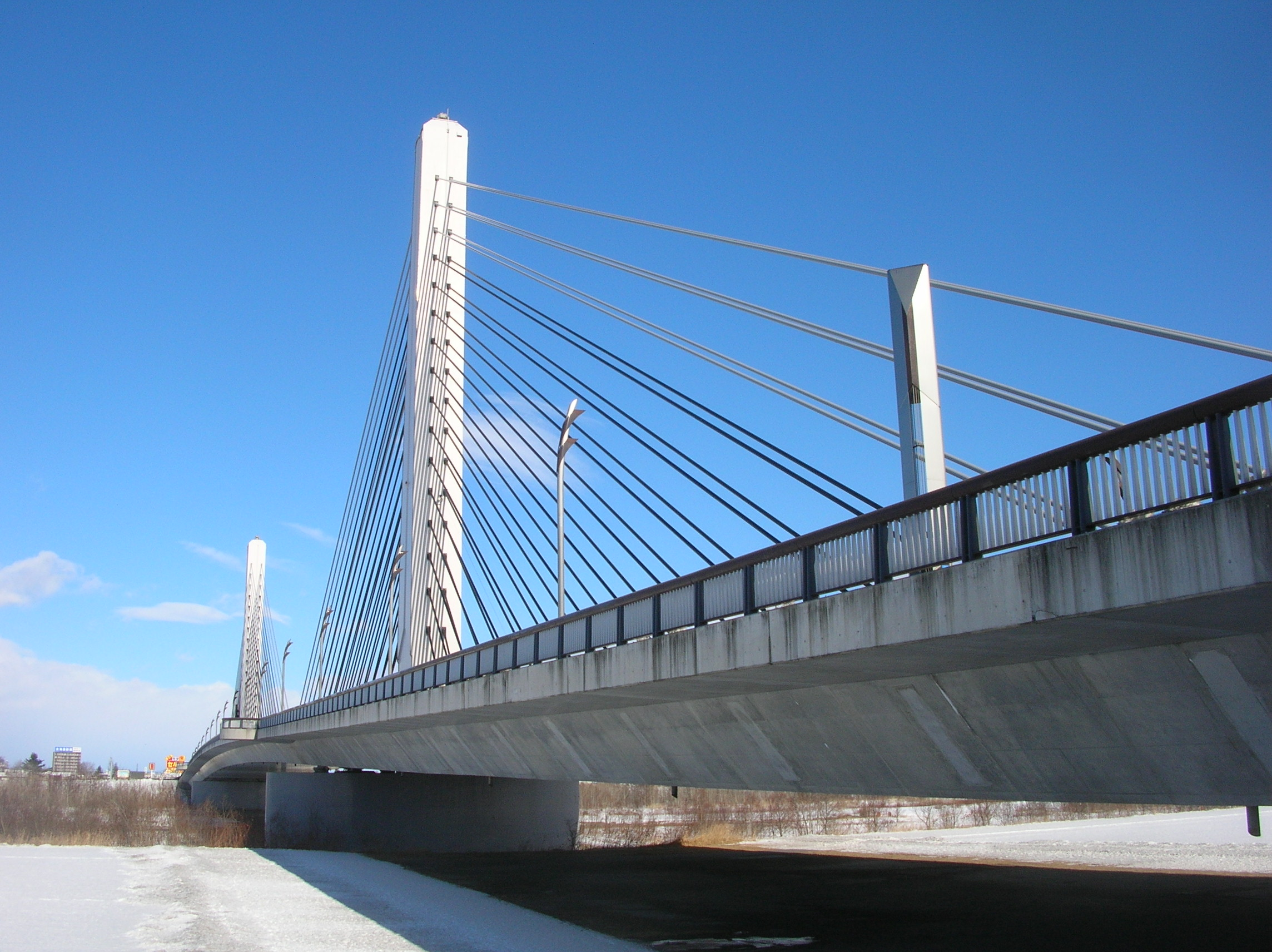
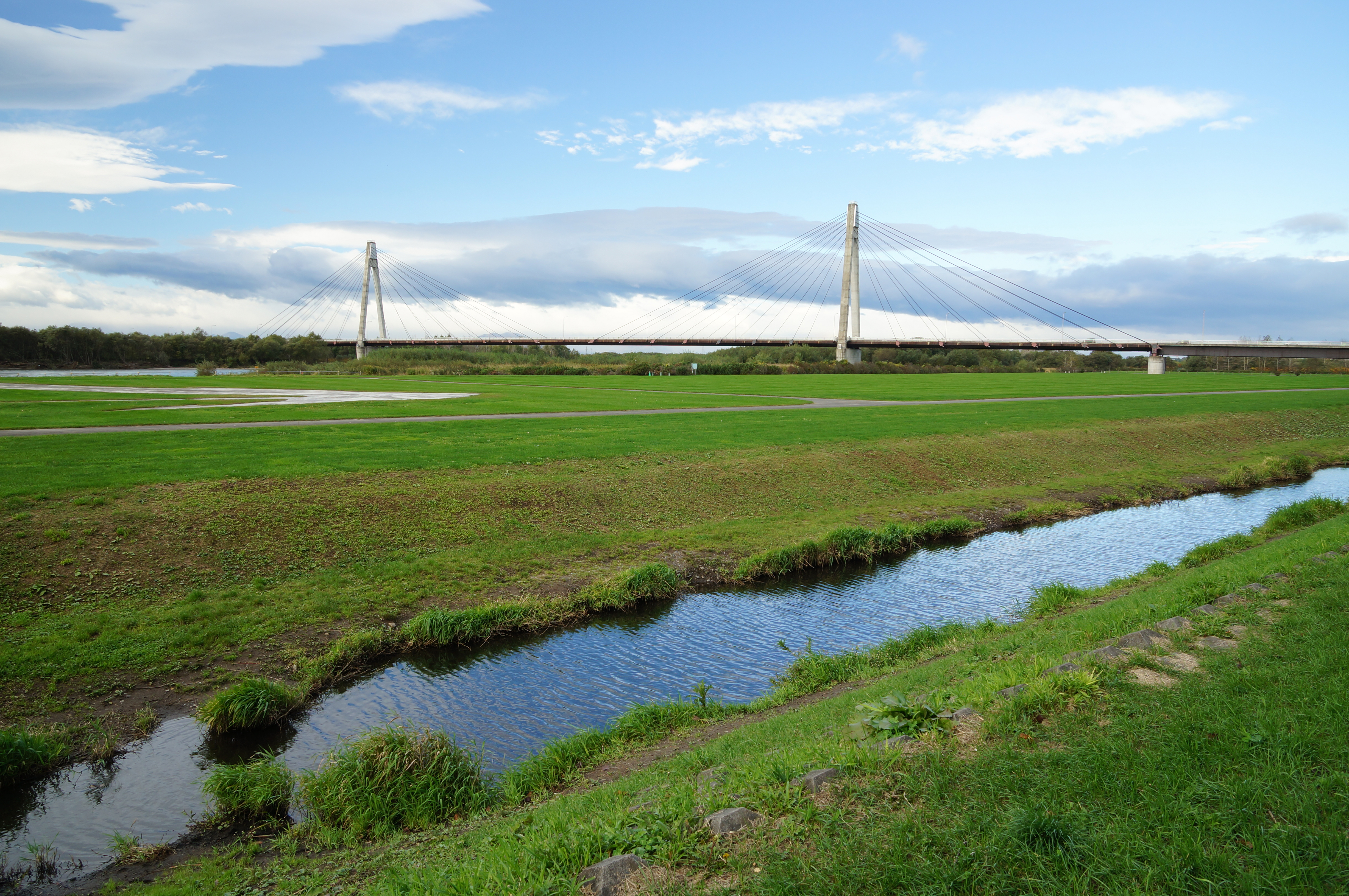
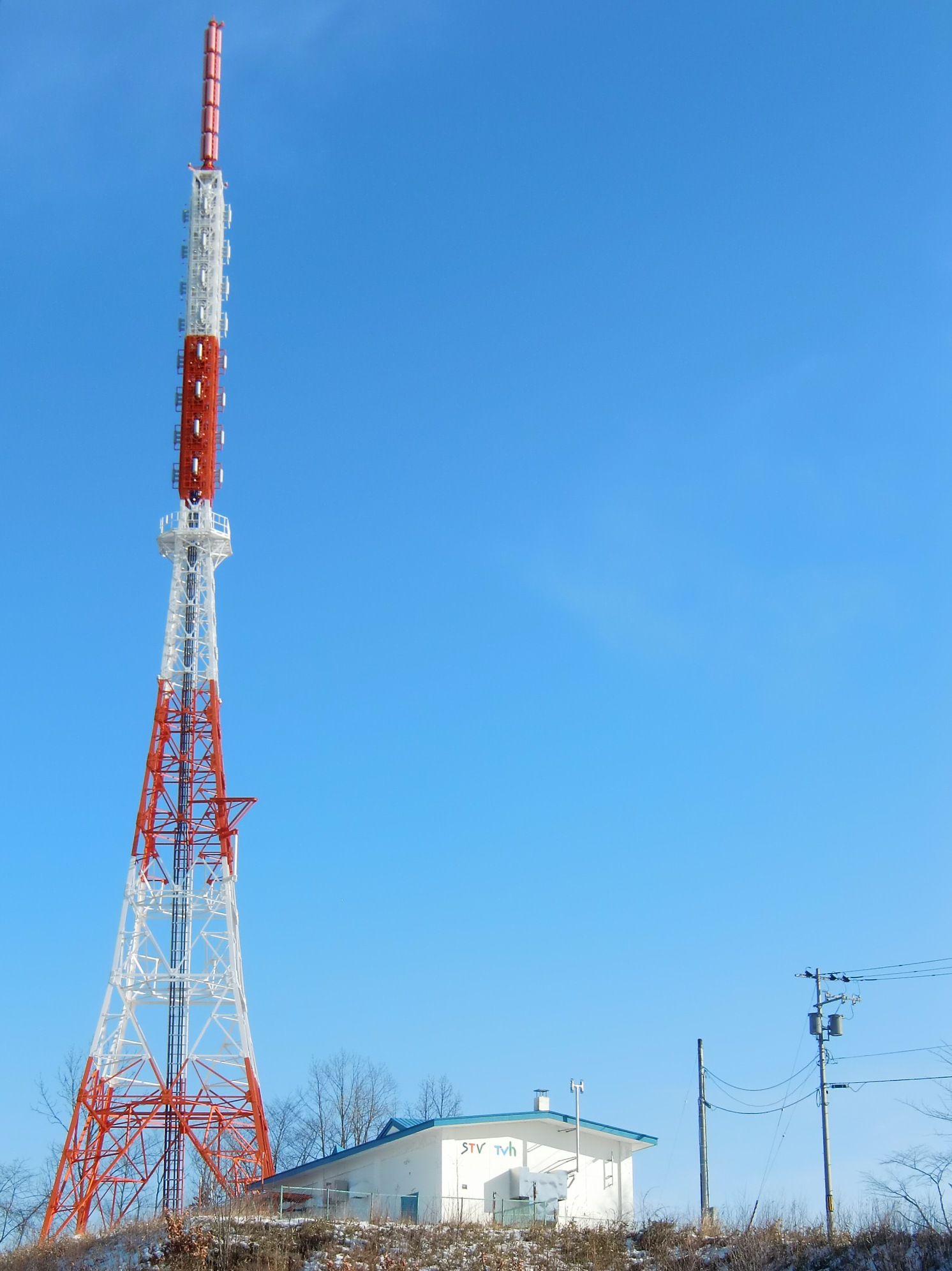
Телевізійна вежа